# 가면라이더 드라이브
《가면라이더 드라이브》(일본어: 仮面ライダードライブ 카멘라이다 도라이부[*],영어: Kamen Rider Drive)는 일본 토에이의 특촬물 헤이세이 가면라이더 시리즈의 16번째 작품으로, 2014년 10월 5일부터 《가면라이더 가이무》의 후속으로 TV 아사히에서 방영을 시작했다. 헤이세이 라이더 최초로 바이크가 아닌 자동차로 싸우는 라이더로 형사 수사물 컨셉으로 하였으며 캐치프라이즈는 "Start Your Engine!!"이며 키 아이템은 시프트 카이다.
한국에서는 2016년 1월부터 챔프TV, 애니원, 애니박스에서 방영되었고, 후에 재능TV, 대교어린이TV, 애니맥스에서도 추가 방영되었다.

## 등장 인물

### 라이더 측 인물
이번 시리즈에 나오는 가면라이더는 TV판 기준으로 가면라이더 파이즈이후 11년 만에 3인체제(극장판에만 활약하는 라이더는 2명)이며 가면라이더 키바이후 말하는 벨트가 등장인물로 출연과 각본가가 이전에 쓴 가면라이더 더블에 나오는 수사물 형식의 전개 등 기존 헤이세이 라이더의 오마쥬가 돋보였다.
- 토마리 신노스케(한국명:백전진)/가면라이더 드라이브 (배우:타케우치 료마/한국성우:정주원)
- 시지마 키리코(한국명:고수현) (배우:우치다 리오/한국성우:서유리)
- 카노 코이치(狩野洸一/かの こういち)/체이스/마진 체이서/가면라이더 체이서/가면라이더 프로토 드라이브(로이뮤드 명: 프로토 제로/로이뮤드 번호 000) (배우:카토오노 타이코우/한국성우:홍범기) (한국명:김기범)
- 시지마 고우(한국명:고우현)/가면라이더 마하 (배우:이나바 유/한국성우:김영선)
- 벨트(크림 스타인 벨트) (배우:크리스 페플러/한국성우:심정민)

### 경시청 특상과 측 인물
로이뮤드가 일으킨 슬로윙으로 인한 범죄가 늘어나자 경찰 측에서 이를 대처하기 위해 설치한 수사담당 부서이며 집무실은 경시청 본부가 아닌 운전면허시험장에 장소로 두고 있으며 지하에는 가면라이더를 지원해주는 드라이브 피트가 있다.
- 사와가미 린나(한국명:강소란) (배우:요시이 레이/한국성우:곽규미)
- 사이죠 큐(한국명:남궁건우) (배우:하마노 겐타/한국성우:박요한)
- 혼간지 쥰(한국명:이원준) (배우:카타오카 츠루타로/한국성우:김정호)
- 할리 핸드릭스 (배우: 오오츠키 울프/한국성우:온영삼)

### 경시청 측 인물
라이더들의 본래 직업이 경찰 수사와 관련된 터라 경찰 측 인물들이 다수 나온다.
- 옷타 겐파치로(한국명:오현팔) (배우:이마타 타이라/한국성우:안효민)
- 하야세 아키라(한국명:조명한) (배우:타키구치 유키히로)
- 니라 미츠히데(한국명:양광수) (배우:이이다 키스케/한국성우:강구한)

### 로이뮤드
로이뮤드는 인간들이 만든 인공생명체 괴인으로 108체라는 제한된 괴인 집단으로 슬로윙이라는 중가속 현상을 일으켜 범죄를 저지른다.
최종 목적은 글로벌 프리즈를 일으켜 인간들의 육체를 없애서 허락 없이는 아무도 육체를 가지지 못하는 세상을 만드는 것이다.
닮고 싶어하는 인간으로 의태하여 살아가지만 어느 누구보다 더 인간적인 면모를 지닌 괴인이다.
- 반노 텐쥬로(한국명:천상천)/골드 드라이브(로이뮤드 번호 006) (배우:모리타 마사카즈/한국성우:김환진)
- 하트(로이뮤드 번호 002) (배우:와라비노 토모야/한국성우:황창영)
- 브렌(인간명:키네다 미츠하루/로이뮤드 번호 003) (배우:마츠시마 쇼타/한국성우:김현욱)
- 메딕(로이뮤드 번호 009) (배우:바바 후미카/한국성우:송하림)
- 프리즈(인간명:마카게 소이치/로이뮤드 번호 001) (배우:호리우치 마사미/한국성우:설영범)
- 토네이도(인간명:시로가네 죠지/白鐘 ジョージ/しろかね ジョージ/George Shirogane 로이뮤드 번호 008/한국명:죠지 킴) (배우:휴우가 죠/한국성우:최낙윤)

## 주제가
- SURPRISE DRIVE - 노래 마츠오카 미츠루(日)/황창영(韓)